# Campionati europei Under-20 1960 (hockey su pista)
I Campionati Europei Under-20 1960 sono stati la 4ª edizione dei campionati europei Under-20 di hockey su pista; la manifestazione venne disputata in Portogallo a Lisbona dal 4 all'8 ottobre 1960.

La competizione fu organizzata dalla Fédération Internationale de Roller Sports.

Il torneo fu vinto dalla nazionale portoghese per la 2ª volta nella sua storia.

## Nazionali partecipanti
- Belgio
- Francia
- Germania Ovest
- Paesi Bassi
- Portogallo
- Spagna

## Svolgimento

### Risultati
| Lisbona ottobre 1960 | Belgio | 0 – 2 | Francia |  |

| Lisbona ottobre 1960 | Belgio | 1 – 2 | Germania Ovest |  |

| Lisbona ottobre 1960 | Belgio | 3 – 2 | Paesi Bassi |  |

| Lisbona ottobre 1960 | Belgio | 0 – 3 | Portogallo |  |

| Lisbona ottobre 1960 | Belgio | 0 – 2 | Spagna |  |

| Lisbona ottobre 1960 | Francia | 2 – 1 | Germania Ovest |  |

| Lisbona ottobre 1960 | Francia | 2 – 3 | Paesi Bassi |  |

| Lisbona ottobre 1960 | Francia | 0 – 6 | Portogallo |  |

| Lisbona ottobre 1960 | Francia | 1 – 1 | Spagna |  |

| Lisbona ottobre 1960 | Germania Ovest | 4 – 1 | Paesi Bassi |  |

| Lisbona ottobre 1960 | Germania Ovest | 0 – 4 | Portogallo |  |

| Lisbona ottobre 1960 | Germania Ovest | 2 – 4 | Spagna |  |

| Lisbona ottobre 1960 | Paesi Bassi | 0 – 6 | Portogallo |  |

| Lisbona ottobre 1960 | Paesi Bassi | 1 – 2 | Spagna |  |

| Lisbona ottobre 1960 | Portogallo | 2 – 0 | Spagna |  |

### Classifica
|    | Squadra        | PT | G | V | N | P | GF | GS | Diff. |
| -- | -------------- | -- | - | - | - | - | -- | -- | ----- |
| 1. | Portogallo     | 10 | 5 | 5 | 0 | 0 | 21 | 0  | +21   |
| 2. | Spagna         | 7  | 5 | 3 | 1 | 1 | 9  | 6  | +3    |
| 3. | Francia        | 5  | 5 | 2 | 1 | 2 | 7  | 11 | -4    |
| 4. | Germania Ovest | 4  | 5 | 2 | 0 | 3 | 9  | 12 | -3    |
| 5. | Belgio         | 2  | 5 | 1 | 0 | 4 | 4  | 11 | -7    |
| 6. | Paesi Bassi    | 2  | 5 | 1 | 0 | 4 | 7  | 17 | -10   |

## Campioni
| Campione d'Europa Under-20 1960 |
| ------------------------------- |
| Portogallo 2º titolo            |